# Tyge
Tyge  è un nome proprio di persona danese maschile.

## Varianti
- Maschili: Thyge[1][2], Tycho[1]

### Varianti in altre lingue
- Finlandese: Tyko[1]
- Norreno: Tóki[1]
- Olandese: Tycho[1], Tygo[1]
- Svedese: Tyko[1]

## Origine e diffusione
Si tratta di una forma moderna dell'antico danese Tyki, a sua volta da Tóki, un nome norreno che costituiva un ipocoristico di altri nomi teoforici riferiti al dio Thor, come ad esempio Þórketill. Il nome gode di una certa fama per essere stato portato da Tycho Brahe (propriamente "Tyge Brahe"), il celebre astronomo danese; va notato, però, che alcune fonti considerano Tycho una forma latinizzata di Τυχων (Tychon), nome greco corrispondente all'italiano Ticone.

## Onomastico
Il nome è adespota, cioè non è portato da alcun santo, quindi l'onomastico ricade il 1º novembre, per la festività di Ognissanti.

## Persone

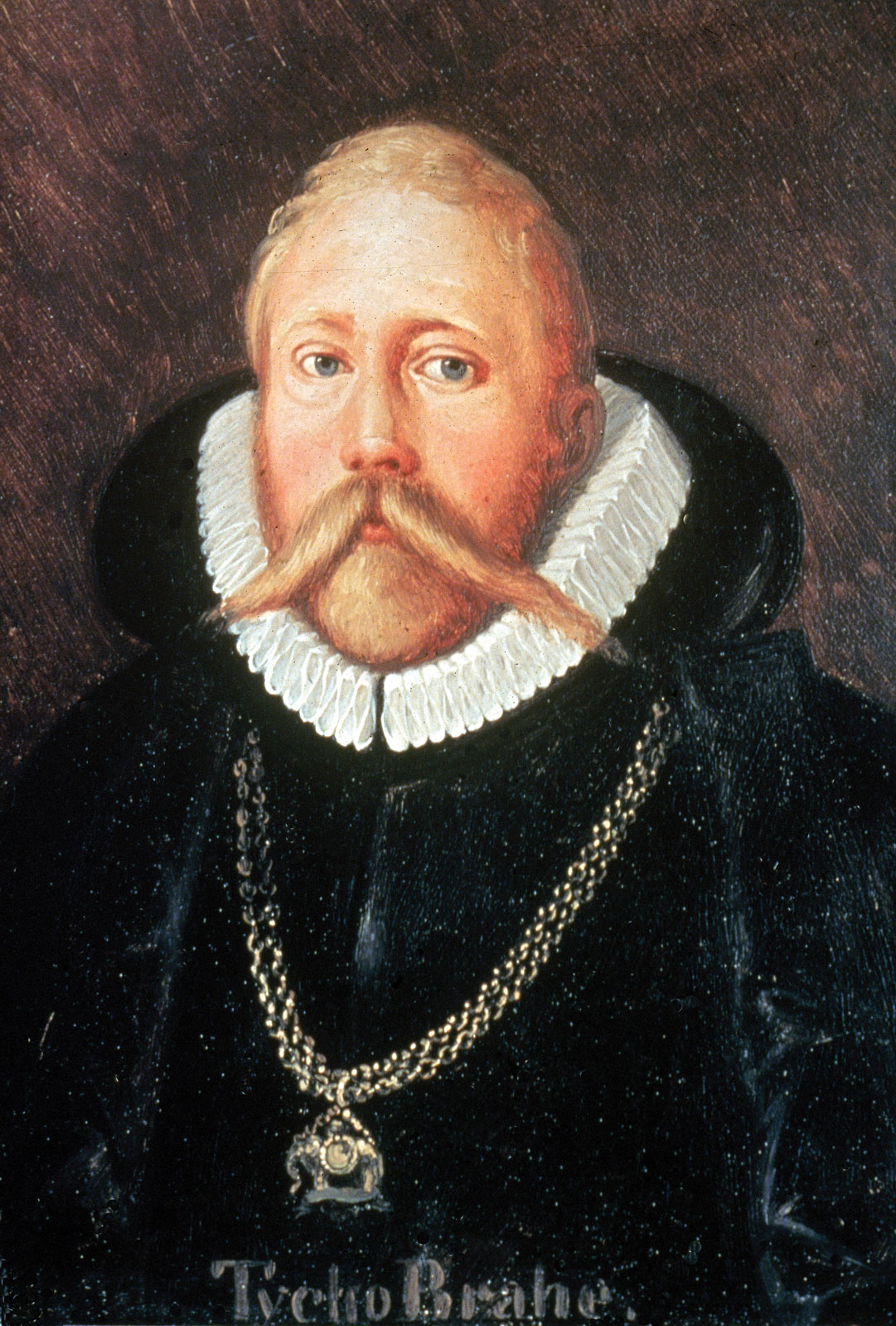
Tycho Brahe

- Thyge Petersen, pugile danese

### Variante Tycho
- Tycho Brahe, astronomo danese
- Tycho Mommsen, filologo tedesco